# Bryum purpureolucidum
Bryum purpureolucidum är en bladmossart som beskrevs av J. Fröhlich 1955. Bryum purpureolucidum ingår i släktet bryummossor, och familjen Bryaceae. Inga underarter finns listade i Catalogue of Life.